# Меньшов, Василий Владимирович
Василий Владимирович Меньшов (9 февраля 1903 года, Санкт-Петербург — 10 января 1978 года, Днепропетровск) — советский военный деятель, полковник (1941 год).

## Начальная биография
Василий Владимирович Меньшов родился 9 февраля 1903 года в Санкт-Петербурге.

## Военная служба

### Довоенное время
В апреле 1922 года был призван в ряды РККА, после чего был направлен на учёбу во 2-ю Московскую артиллерийскую школу, после окончания которой с августа 1925 года служил в 35-й стрелковой дивизии (Сибирский военный округ) на должности командира взвода 35-го артиллерийского полка, дислоцированного в Иркутске, а с октября 1925 года — на должностях командира взвода и батареи артиллерийского дивизиона 105-го стрелкового полка. С августа по ноябрь 1929 года принимал участие в боевых действиях на КВЖД.
В июле 1930 года был направлен на учёбу в Военно-техническую академию, а в 1932 году был переведён на командный факультет Военной академии механизации и моторизации РККА, после окончания которого в мае 1935 года был назначен на должность начальника штаба 9-й механизированной бригады, дислоцированной в городе Луга (Ленинградский военный округ).
С ноября 1935 находился на учёбе в Военной академии механизации и моторизации РККА, и в марте 1936 года защитил диплом на звание военного инженера по ремонту машин по 1-му разряду.
С марта 1936 года служил в механизированном полку 15-й кавалерийской дивизии (Забайкальский военный округ) на должностях начальника штаба полка и временно исполняющего должность командира полка.
В октябре 1937 года был направлен на учёбу в Академию Генштаба РККА, после окончания которой в июле 1939 года был направлен в распоряжение командира 57-го особого стрелкового корпуса и вскоре был назначен на должность начальника оперативного отделения штаба 1-й армейской группы, а затем — на должность начальника штаба Южной группы войск. Находясь на этих должностях, Меньшов принимал участие в боевых действиях на Халхин-Голе, за что был награждён орденом Красного Знамени.
В октябре 1939 года был назначен на должность начальника штаба 8-й мотоброневой бригады, дислоцированной в Улан-Баторе. В течение шести месяцев временно исполнял должность командира этой бригады.
В марте 1941 года был назначен на должность начальника штаба 27-го механизированного корпуса (Среднеазиатский военный округ).

### Великая Отечественная война
С началом войны Меньшов находился на прежней должности.
В июле 1941 года корпус был передислоцирован в район Брянска, где был включён в состав 28-й армии (Западный фронт), после чего принимал участие в ходе Смоленского сражения. Директивой Ставки Верховного Главнокомандования от 19 июля 1941 года 27-й механизированный корпус был расформирован, а распоряжением командующего 28-й армией на базе управления этого же корпуса был создан Особый стрелковый корпус, который должен был действовать на рославльском направлении с задачей оборонять рубеж Спас-Демянск, по реке Десна до Брянска. Полковник Меньшов с 17 по 29 июля 1941 года временно командовал корпусом. В конце июля управление корпуса было расформировано, после чего пошло на укомплектование штаба 2-й группы резервных армий под командованием генерал-лейтенанта П. А. Артемьева, а затем находилось в распоряжении генерала армии Г. К. Жукова.
В августе 1941 года полковник Василий Владимирович Меньшов был назначен на должность начальника 6-го, затем — на должность начальника 4-го отделов Управления формирования и укомплектования автобронетанковых войск Красной Армии, а в апреле 1942 года — на должность начальника штаба 10-го танкового корпуса, который принимал участие в ходе прорыва обороны противника на жиздринском направлении из района юго-западнее города Сухиничи. В ходе боевых действий с июня по июль корпус продвинулся на глубину до 10 километров, овладев рядом населённых пунктов, но из-за хорошо подготовленной обороны противника был вынужден занять оборону северо-западнее города Сухиничи.
С июля 1942 года Меньшов состоял в распоряжении Управления кадров автобронетанковых войск Красной Армии и затем был назначен на должность преподавателя кафедры тактики Военной академии механизации и моторизации РККА, а в декабре 1943 года — на должность командующего бронетанковыми и механизированными войсками 43-й армии, которая в июне 1944 года принимала участие в ходе Витебско-Оршанской наступательной операции, во время которой была окружена и уничтожена витебская группировка противника. С 26 по 29 июня полковник Василий Владимирович Меньшов командовал танковой группой армии, в которую входили 10-я гвардейская и 39-я танковые бригады, самоходно-артиллерийский полк и подразделения 5-й инженерной бригады. Группа под командованием Меньшова освободила Лепель.
Вскоре летом и осенью 1944 года армия принимала участие в ходе Шяуляйской и Мемельской наступательных операций, освобождении Литовской ССР, выходе войск 1-го Прибалтийского фронта к Балтийскому морю, а также блокировании группировки противника на Курляндском полуострове, а затем — в ходе Восточно-Прусской наступательной операции, отличившись во время ликвидации группировки противника в районе Кенигсберга, после взятия которого армия принимала участие в ходе ликвидации группировки противника, окруженной в районе Данцига.

### Послевоенная карьера
После войны полковник Василий Владимирович Меньшов находился на прежней должности.
В мае 1946 года был назначен на должность старшего преподавателя курса бронетанковых и механизированных войск Военно-инженерной академии имени В. В. Куйбышева, а в марте 1948 года — на должность заместителя по бронетанковым и механизированным войскам командира 1-го стрелкового корпуса (Туркестанский военный округ).
С мая 1952 года находился в распоряжении командующего бронетанковыми и механизированными войсками Советской Армии и затем в августе того же года — был назначен на должность преподавателя, а затем — на должность начальника военной кафедры в Днепропетровском металлургическом институте.
С июля 1957 года полковник Василий Владимирович Меньшов состоял в распоряжении командующего войсками Киевского военного округа и в октябре 1957 года вышел в запас. Умер 10 января 1978 года в Днепропетровске.

## Награды
- Орден Ленина (30.04.1947)[1]
- Орден Красного Знамени (29.08.1938)[1]
- Орден Красного Знамени (03.11.1944)[1]
- Орден Красного Знамени (19.04.1945)[1]
- Орден Красного Знамени (30.04.1954)[1]
- Орден Кутузова 2 степени (22.07.1944)[1]
- Медаль За оборону Москвы (01.05.1944)[1]
- Мелаль За взятие Кенигсберга (09.06.1945)[1]
- Медаль За победу над Германией в Великой Отечественной войне 1941—1945 гг. (09.05.1945)[1]
- Знак «Участнику боёв у Халхин-Гола»